# Simo Atanacković
Simo Atanacković (Loznica, 11 marzo 1990) è un cestista sloveno con cittadinanza bosniaca.

## Palmarès
- Campionato sloveno: 1

Helios Domžale: 2015-16
- Alpe Adria Cup: 1

Helios Domžale: 2015-16